# Escitòdids

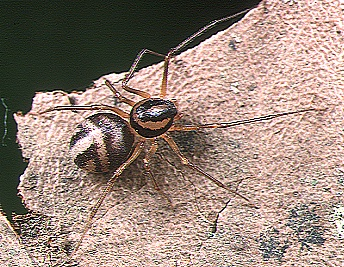
Femella de Scytodes fusca

Els escitòdids (Scytodidae) són una família d'aranyes araneomorfes descrita per J. Blackwall el 1864. Són aranyes haplogines amb 6 ulls que estan disposats en tres parelles. És una família amb una ampla distribució per arreu del món.
El seu tret més característic és que cacen escopint un fluid que llencen a les seves preses, les quals queden immobilitzades per una massa enganxosa i verinosa que se solidifica. Posteriorment és habitual observar com es balancegen d'un costat a l'altre per cobrir la presa tot fent un dibuix en "Z". En anglès les anomenen spitting spiders, és a dir, "aranyes escopidores".

## Sistemàtica
Segons el World Spider Catalog amb data de 6 de gener de 2019, aquesta família té reconeguts 5 gèneres i 248 espècies de les quals 228 són del gènere Scytodes. El creixement dels darrers anys és destacable, ja que el 28 d'octubre de 2006 es reconeixien els mateixos 5 gèneres però amb 169 espècies. Els 5 gèneres són:
- Dictis, L. Koch, 1872 (Xina fins a Austràlia)
- Scyloxes, Dunin, 1992 (Tadjikistan)
- Scytodes, Latreille, 1804 (arreu del món)
- Soeuria, Saaristo, 1997 (Seychelles)
- Stedocys, Ono, 1995 (Malàisia, Tailàndia)

### Superfamília
Els escitòdids havien format part de la superfamília dels escitodoïdeus (Scytodoidea), al costat de drimúsids, periegòpids i sicàrids. Les aranyes, tradicionalment, havien estat classificades en famílies que van ser agrupades en superfamílies. Quan es van aplicar anàlisis més rigorosos, com la cladística, es va fer evident que la major part de les principals agrupacions utilitzades durant el segle XX no eren compatibles amb les noves dades. Actualment, els llistats d'aranyes, com ara el World Spider Catalog, ja ignoren la classificació de superfamílies.